# Robert Svane Hansen
Robert Svane Hansen (født 1. februar 1910, død 14. november 1984) var en dansk fagforeningsmand og politiker, der var amtsborgmester i Aarhus Amt, medlem af Aarhus Byråd og rådmand, valgt for Socialdemokratiet.
Robert Svane Hansen blev elektrikersvend i 1929 og tog i 1930 eksamen som installatør. Efterfølgende blev han ansat ved Aarhus Kommunes Belysningsvæsen og var der frem til 1962 år bortset fra en kort afstikker som direktør for Dansk Folkeferies hotel i Aarhus 1946-1950.
Allerede under læretiden blev han interesseret i politisk arbejde. Han var formand for Elektrikernes Lærlingeforening, sad fra 1930 i bestyrelsen for elektrikernes fagforening i Aarhus og var 1954-1962 dens formand. Partipolitisk begyndte han i DSU, som han en overgang var lokalformand for i Aarhus Nord.
1. april 1946 blev han medlem af Aarhus Byråd og var fra 1962 rådmand for magistratens 3. afdeling med ansvaret for socialvæsenet, hospitaler, børn- og ældreforsorg. Han var rådmand frem til 1970, hvor han efter kommunalreformens dannelse af nye større amter skiftede spor og stillede op til Aarhus Amtsråd. Han blev amtets første amtsborgmester og sad frem til 1981, hvor sygdom fik ham til at trække sig.
Robert Svane Hansen var bror til tidligere statsminister H.C. Hansen.